# حيوية معلقة

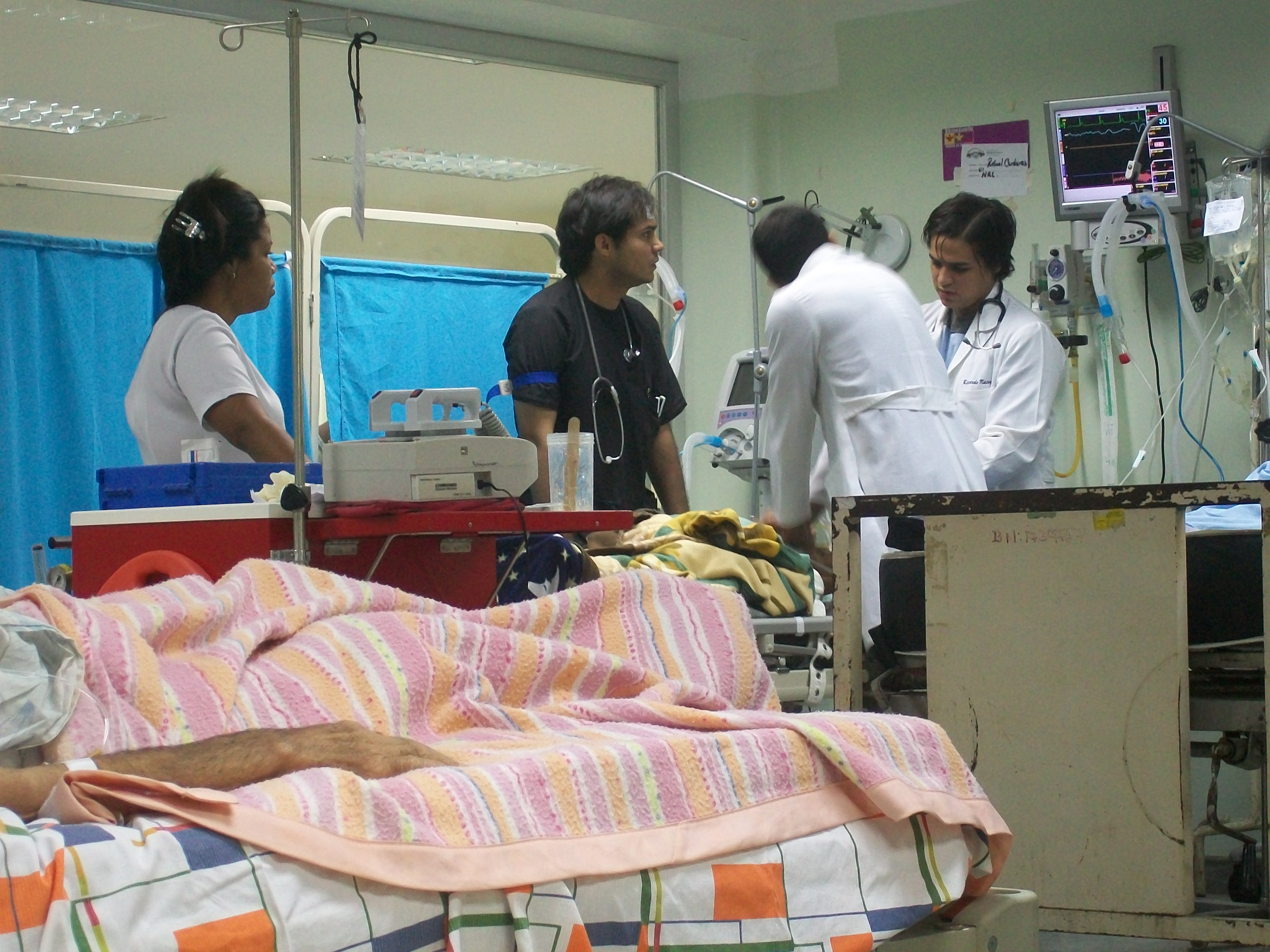

الحيوية المُعلّقة أو الحياة المعلقة (بالإنجليزية: Suspended animation)‏ هي الإبطاء المؤقت (قصير الأمد أو طويل الأمد) للوظيفة الحيوية (البيولوجية) أو إيقافها بهدف الحفاظ على المقدرات الفسيولوجية. قد تكون ذات طبيعة ناقصة الأيض (الاستقلاب) أو عديمة الاستحالة. قد تنجم حالة الحياة المعلقة عن وسائل داخلية أو طبيعية أو اصطناعية، بيولوجية أو كيميائية أو فيزيائية.يمكن عكس الحيوية المعلقة عفويًا في الحالة الطبيعية، كما في الأنواع التي تُظهر حالات سبات شتوي ناقص الأيض، وقد تتطلب إنعاشًا بوسائل تقنية عند تطبيقها لأغراض علاجية في الإطار الطبي، مثل استخدامها في حالات إيقاف الدوران الدموي بالتبريد العميق.

## المبادئ الأساسية
تُعرف الحيوية المُعلّقة أنها إبطاء العمليات الحيوية في الجسم أو إيقافها بوسائل خارجية أو داخلية دون إنهاء الحياة نفسها. قد يستمر التنفس ونبض القلب وغيرهما من الوظائف اللا إرادية بالعمل، ولكنها لا تُلاحظ إلا بوسائل اصطناعية. ولهذا ترافق هذه العملية حالة من الخمول (أو النومان)، إذ تبدو الحيوانات أو النباتات ميتة لفترة من الزمن، لكنها تستيقظ وتنتشر دون أن تعاني من أي ضرر. اصطلحت مسميات مختلفة لهذه الحالة، إذ أطلق عليها مصطلح السبات الشتوي أو الكمون (السكون) أو الحيوية الخفية (حالة السبات)، وهذا المصطلح الأخير يحدث عند بعض الحيوانات اللافقارية المائية وبعض النباتات في ظروف شح الغذاء.
قد تمنحنا هذه الحالة من الموت الظاهري أو غياب العلامات الحيوية تفسيرًا طبيًا لحالة الحيوية المُعلّقة. لا يمكن استرداد علامات الحياة إلا إذا كان الدماغ والأعضاء الحيوية الأخرى سليمةً من أي تلف في الخلايا أو نخر أو موت جزيئي ناجم بشكل رئيسي عن الحرمان من الأكسجين أو تجاوز عتبة الحرارة المحتملة (خاصة ارتفاع درجة الحرارة).
ذُكرت حالات لأشخاص عادوا للحياة بعد انقطاع ظاهري دام أكثر من نصف ساعة، وحالات استمرت أكثر من ساعتين، أو ثماني ساعات، أو أكثر، ضمن هذه الظروف المحددة من كمية الأكسجين ودرجة الحرارة، ثم حُللت هذه الحالات بشكل مفصل، إلا أنها لا تُعتبر مقبولةً علميًا.
يبدأ الدماغ بالموت بعد خمس دقائق من انقطاع إمداده بالأكسجين، وتموت الأنسجة العصبية بين مرحلتي الموت الدماغي و «الموت الجسدي»، بينما تموت العضلات بعد أكثر من ساعة إلى ساعتين من حدوث الموت الجسدي. أمكن الحصول على إنعاش ناجح واستعادة الحياة في بعض الحالات، مثل الحالات التخديرية، أو ضربة الحر (ضربة الشمس)، أو الصعق الكهربائي، أو التسمم بالمخدرات، أو النوبات القلبية، أو توقف القلب، أو الصدمة، أو عند الولدان الرضع، أو حالات الارتجاج الدماغي أو الإصابة بالكوليرا.
من المفترض أن الشخص لن يموت من الناحية التقنية في حالة الحيوية المُعلقة طالما أمكنه الحفاظ على الحد الأدنى من شروط الحياة في بيئة قريبة جدًا من الموت، ويعود إلى حالة حياتية طبيعية. وكمثال على هذه الحالة، الطبيبة السويدية آنا باجينهولم اختصاصية الأشعة، التي زُعم في عام 1999 أنها نجت من حالة توقف قلبي في بحيرة متجمدة تحت الجليد مدة 40 دقيقة دون حدوث أي أذية في الدماغ!
هناك حالات أخرى من انخفاض حرارة الجسم التي نجا منها أشخاص دون أن يصيبهم ضرر، مثل:
- جون سميث، شاب في الرابعة عشرة من عمره، نجا بعد 15 دقيقة من بقائه تحت الجليد في بحيرة متجمدة قبل وصول المسعفين لسحبه إلى اليابسة وإنقاذه.[8]
- ميتسوتاكا يوشيكوشي، وهو رجل ياباني نجا في عام 2006 من البرد بعد بقائه لمدة 24 يوم دون غذاء أو ماء، إذ دخل في حالة شبيهة بالسبات الشتوي.[9]
- بولي هاينك، الذي نجا -عندما كان في سن الثانية من العمر- بعد عدة ساعات من توقف قلبه الناجم عن انخفاض درجة حرارة الجسم، إذ هبطت حرارته إلى 64 درجة فهرنهايت (18 درجة مئوية).[10]
- إريكا نوردبي، طفلة صغيرة أًنعشت في عام 2001 بعد ساعتين من غياب ضربات قلبها مع انخفاض درجة حرارة جسمها التي بلغت نحو 61 درجة فهرنهايت (16 درجة مئوية).[11]

### السبات البشري
منذ سبعينيات القرن العشرين، استُبدلت طريقة التبريد المحرض بأجهزة القلب والرئتين في عمليات القلب المفتوح. ومع ذلك، لا يوفر انخفاض حرارة الجسم سوى مدة محددة من الوقت لإجراء العملية، إذ إن هناك خطرًا لتأذي الدماغ والأنسجة الأخرى لفترات طويلة.
توجد العديد من المشاريع البحثية التي تدرس حاليًا كيفية تحقيق «الإسبات البشري المُحرض»، فقد تكون القدرة على إسبات البشر مفيدةً لعدة أسباب، مثل إنقاذ حياة أشخاص مرضى أو مصابين بشدة، وذلك عبر وضعهم مؤقتًا في حالة إسبات إلى أن يتوفر العلاج المناسب لهم. تتركز أبحاث الإسبات البشري بشكل أساسي حول كيفية الوصول إلى حالة السبات، التي تُعرف بأنها تثبيط فيسيولوجي تدريجي يهدف إلى خفض الطلب على الأكسجين والحفاظ على الطاقة من خلال السلوكيات المخفضة للأيض التي تعدل العمليات الكيميائية الحيوية.
أظهرت دراسات سابقة أن الأحداث الفسيولوجية والكيميائية الحيوية تستطيع أن تُثبّط التنظيم الحراري الداخلي قبل بدء انخفاض حرارة الجسم في عملية مجهدة تُعرف باسم «الخُمال» أو «السبات الصيفي». وهذا إجراء ضروري من أجل البقاء على قيد الحياة في ظل الظروف البيئية القاسية، يظهر هذا عند بعض البرمائيات والزواحف.

## الاحتمالات العلمية

### الحيوية المعلقة المحرضة حراريًا
خفض درجة حرارة مادة ما يُقلل من نشاطها الكيميائي حسب معادلة أرهنيوس، ويشمل هذا العمليات الحياتية مثل عمليات الأيض.

#### مدى انخفاض الحرارة
في شهر يونيو من عام 2005، أعلن العلماء في مركز سفار لأبحاث الإنعاش التابع لجامعة بيتسبرغ في ولاية بنسيلفانيا أنهم تمكنوا من إدخال الكلاب في حالة الحيوية المعلقة ثم إعادتهم إلى الحياة مجددًا دون حدوث أي أذية دماغية لمعظمهم، وذلك عن طريق إخراج الدم من أجسامهم ثم حقن محلول منخفض الحرارة في أجهزتهم الدورانية، والتي بدورها أبقت أجسادهم على قيد الحياة في حالة من الركود. وبعد ثلاث ساعات من الموت السريري، أُعيدت دماء الكلاب إلى أجهزتها الدورانية وأُنعِشت الحيوانات بصدم قلوبها كهربائيًا، فبدأت بضخ الدم إلى أنحاء الجسم واستعادت بذلك حياتها.
في 20 يناير من عام 2006، أعلن الأطباء في مستشفى ماساتشوستس العام في مدينة بوسطن أنهم تمكنوا من إدخال خنازير في حالة الحيوية المعلقة بتقنيات مشابهة لما سبق. إذ خُدرت الخنازير، وسُحب منها كميات كبيرة من الدم، مع محاكاة أذيات شديدة -باستخدام المشرط- (مثل تمزق الشريان الأبهر الذي قد يحدث في حوادث السيارات أو عند الإصابة بطلق ناري). وبعد أن فقدت الخنازير نحو نصف دمها، استُبدل بالدم المتبقي لديها محلول ملحي مُبرد. وعندما وصلت درجة حرارة جسمها إلى 10 درجات مئوية (50 درجة فهرنهايت)، أُصلحت الأوعية الدموية المتضررة وأُعيد الدم إليها. أُعيدت التجربة نحو 200 مرة وبمعدل نجاح 90%.
منذ شهر مايو في عام 2014، خطط فريق من الجراحين من مستشفى المركز الطبي في جامعة بيتسبرغ (يو بي إم سي) التابع للكنيسة المشيخية لتجربة الطريقة المذكورة أعلاه عند ضحايا الأعيرة النارية (أو أولئك الذين يعانون من أذيات رضية مشابهة). وسُتجرى التجربة على عشرة أشخاص من هؤلاء المرضى المصابين بجروح خطيرة، ثم ستُقارن النتائج مع عشرة أشخاص آخرين في حالة مماثلة دون أن تُطبق عليهم الطريقة السابقة. يُشار حاليًا إلى هذه الطريقة باسم الوقاية والإنعاش الإسعافي لتوقف القلب الناجم عن الرض.

### الحيوية المعلقة المحرضة كيميائيًا
يحاول مختبر مارك روث في مركز فريد هيتشينسون لأبحاث السرطان ومؤسسات مثل شركة «سسبندِد أنيميشن» تطبيق حالة الحيوية المعلقة باعتبارها إجراءً طبيًا يتضمن تحريضًا علاجيًا لحالات نقص تروية جهازية كاملة ومؤقتة بهدف الحصول على حالة من التحمل لحماية الكائن الحي بأكمله والحفاظ عليه، وهذا عند الإصابة بوهط دوراني «فقط خلال فترة محدودة بساعة واحدة». الغرض من هذا الأمر تجنب الأذيات الشديدة وخطورة تأذي الدماغ أو الموت حتى يصل المريض إلى مركز متخصص لتلقي العلاج المناسب.